# 原田駅 (福岡県)
原田駅（はるだえき）は、福岡県筑紫野市原田にある、九州旅客鉄道（JR九州）の駅である。九州鉄道（初代）開業時より現存する九州最古の駅の一つでもある。
鹿児島本線を所属線とし、当駅を終点とする筑豊本線（原田線）を加えた2路線が乗り入れる。駅番号は鹿児島本線がJB10、筑豊本線がJG05。

## 歴史

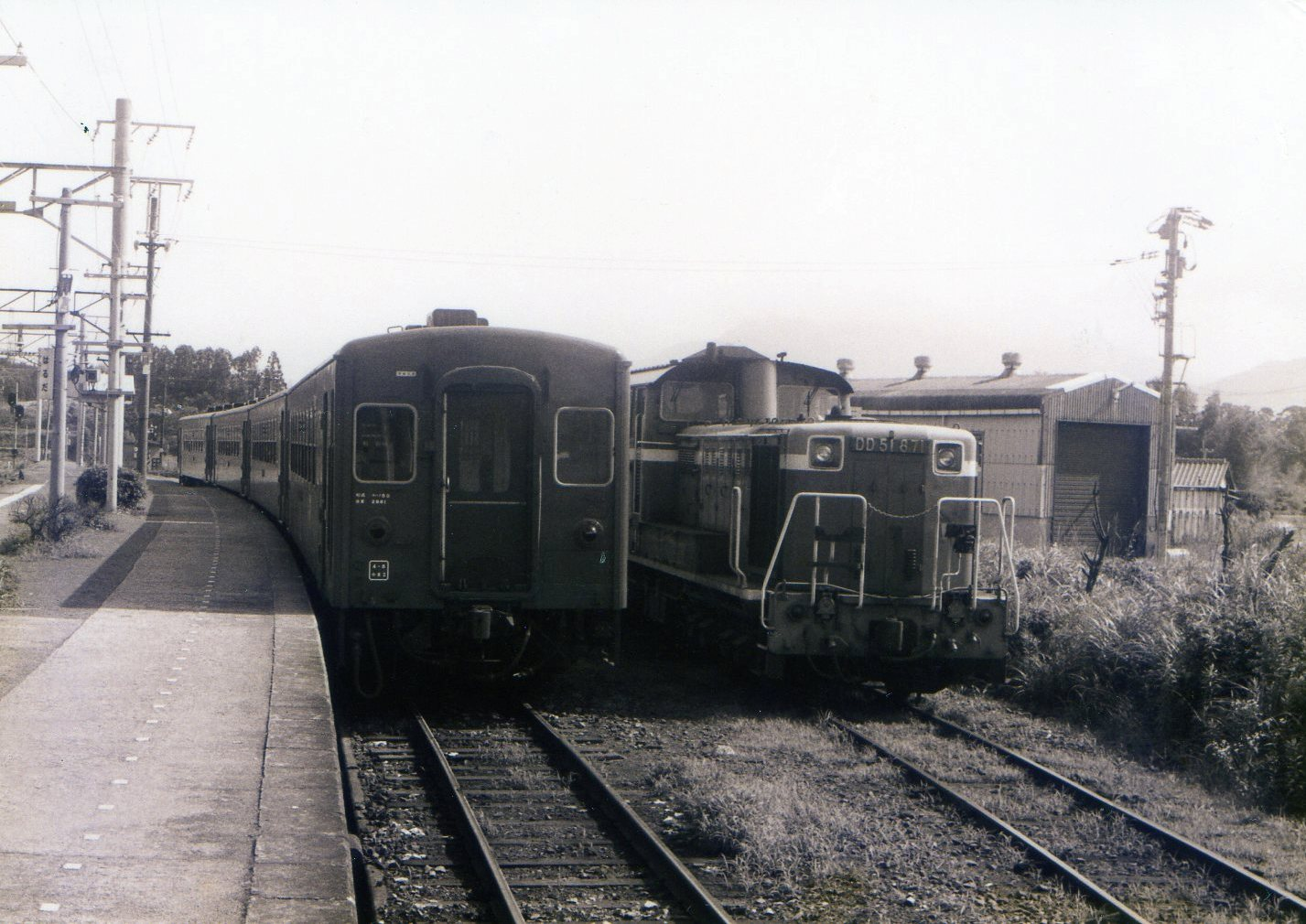
原田駅0番のりばに停車中の筑豊本線50系客車列車と機回し中のDD51形ディーゼル機関車（1993年撮影）。1995年4月20日改正までは原田駅に筑豊本線の客車列車が発着していた。この機回し線は同改正で筑豊本線桂川駅 - 原田駅間の客車列車が全列車気動車化された後に撤去された。

篠栗線全通前までは筑豊と博多を結ぶ乗継駅として賑わい、また冷水峠越えの蒸気機関車への給水給炭拠点を担うなど鉄道の町として繁栄した。

### 年表
- 1889年（明治22年）12月11日：九州鉄道（初代）の駅として開設[3]。
- 1907年（明治40年）7月1日：九州鉄道（初代）が国有化され帝国鉄道庁が所管[4]。
- 1929年（昭和4年）12月7日：筑前内野 - 原田間開通により筑豊本線全通[5]。接続駅となる[3]。
- 1961年（昭和36年）10月1日：貨物取扱廃止[2]。
- 1984年（昭和59年）2月1日：荷物扱い廃止[2]。業務委託駅となる[6]。
- 1987年（昭和62年）4月1日：国鉄分割民営化によりJR九州が継承[7]。
- 1996年（平成8年）3月16日：上り待避線にホームを新設、4番のりば併用開始。
- 1999年（平成11年）3月13日：駅舎改築[8]。
- 2002年（平成14年）3月23日：ダイヤ改正により、快速列車全列車が停車するようになる[9][10]（これ以前の1990年代から日中のみ快速が停車するようになっていた）。
- 2009年（平成21年）
  - 2月10日：みどりの窓口を開設。
  - 3月1日：ICカードSUGOCA供用開始[11]。
- 2023年（令和5年）10月1日：駅営業形態をJR九州サービスサポートによる業務委託駅から[12]、九州旅客鉄道本体による直営駅へ変更[13]。

### 駅名の由来
開業時の地名（御笠郡筑紫村字原田）と、原田が長崎街道の宿場町として栄えたことから「原田駅」と命名された。
「原田」はかつては筑前国御笠郡原田邑と読まれ、古くからある地名であるが、その由来はよくわかっていない。平野部にある田を表す「原田」が地名になったとする説や、この地を治めていたとされる大蔵氏の八代目である大蔵種直が大宰府大監・原田次郎（原田種直）と名乗り原田氏を立ち上げたのがそのまま地名になったとする説等がある。

## 駅構造
3面5線のホームを有する地上駅。単式ホーム・島式ホームの複合型3面4線に加え、0番のりば（筑1番線）は頭端式となっており、0・1番のりばへは駅舎から跨線橋を渡らずに移動出来る。0番のりばは原田線専用のため、架線が張られていない。
駅舎は構内東側（下り方向に向かって左側）に設置されている。現在の駅舎は1999年に建て替えられ、鉄筋コンクリートの平屋建て、待合室を兼ねたコミュニティホールを併設し、ホール部分は筑紫野市が管理する。エスカレーターやエレベーター等は設置されていなかったが、2009年10月よりエレベータ新設と同時に新しく跨線橋を作ることになり、2010年6月に竣工。ただし新しい跨線橋の2 - 4番のりば側には階段が設けられていない。構内のホームは近年かさ上げされたが、ステップ付きの気動車が発着する0番のりばのみ旧来のままである。鹿児島本線の快速・区間快速が停車する。
JR九州本体による直営で、みどりの窓口及び自動改札機が設置されている。

### のりば
| 番線 | 路線       | 方向 | 行先                           |
| ---- | ---------- | ---- | ------------------------------ |
| 0    | 原田線     | -    | 筑前内野・桂川方面             |
| 1・2 | 鹿児島本線 | 下り | 鳥栖・久留米・大牟田・佐賀方面 |
| 3・4 | 鹿児島本線 | 上り | 二日市・博多・小倉方面         |

1番のりばからは博多方面ならびに原田線方面への発車も可能であるが、2017年3月改正時点ではそのような列車の設定はない。

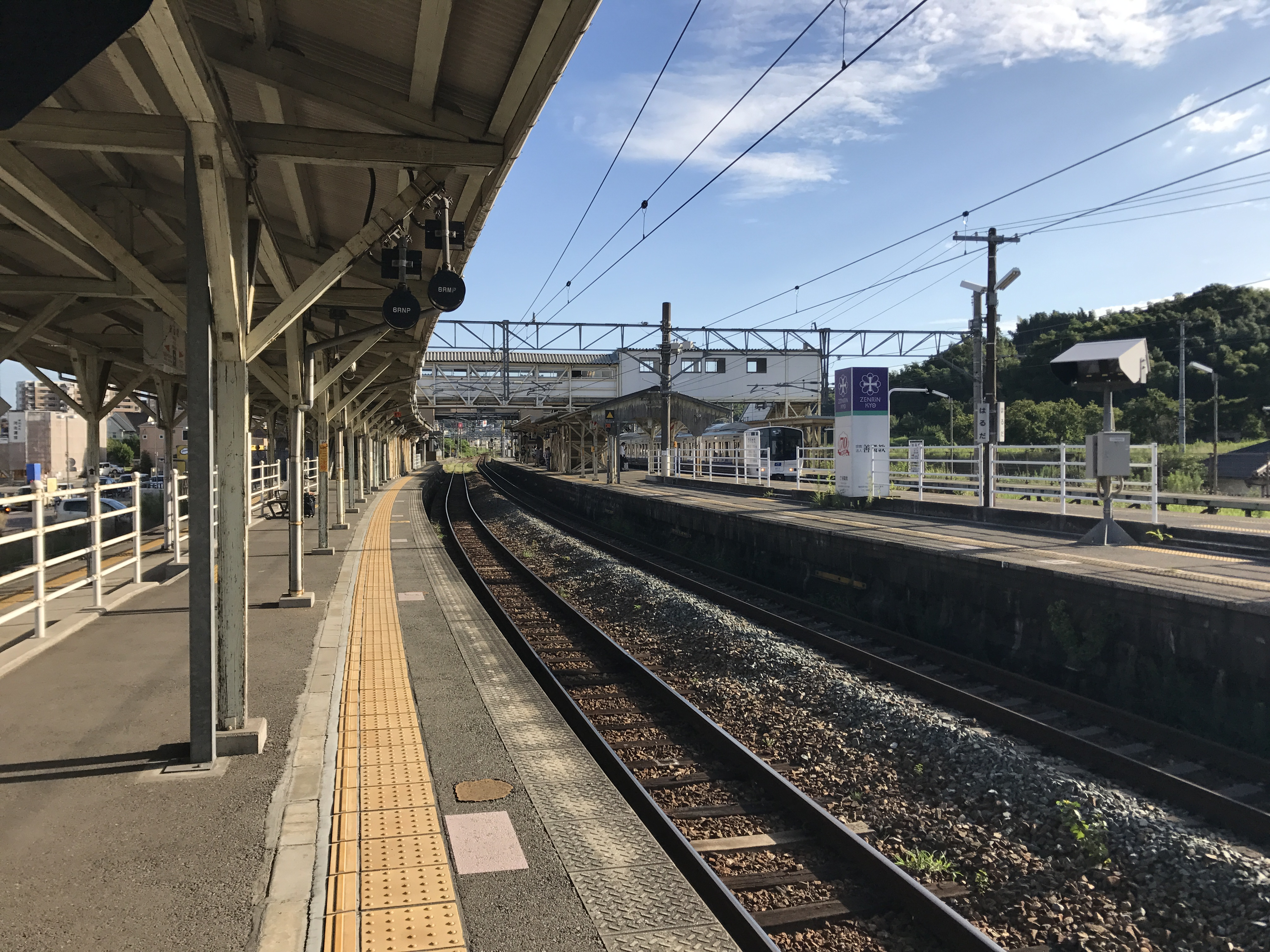
ホーム（2017年8月）
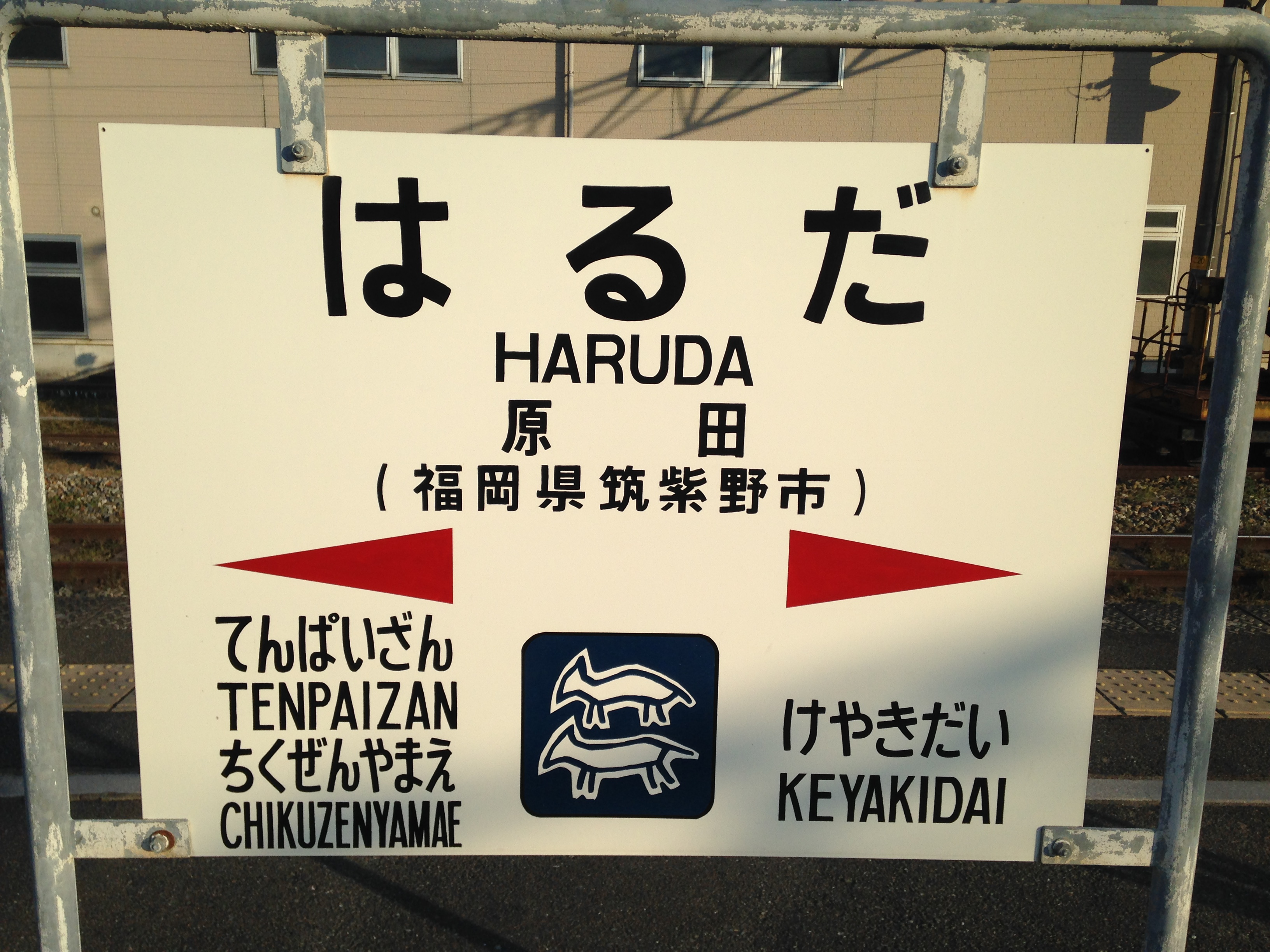
駅名標。イラストは五郎山古墳の岩絵。

## 利用状況
2023年度の1日平均乗車人員は3,508人である。1998年度以降は増加傾向が続いており、2004年度に3千人を上回った。
近年の1日平均乗車人員は以下の通り。
| 年度               | 1日平均 乗車人員 |
| ------------------ | ---------------- |
| 1997年（平成09年） | 1,721            |
| 1998年（平成10年） | 1,655            |
| 1999年（平成11年） | 1,951            |
| 2000年（平成12年） | 2,304            |
| 2001年（平成13年） | 2,447            |
| 2002年（平成14年） | 2,679            |
| 2003年（平成15年） | 2,902            |
| 2004年（平成16年） | 3,071            |
| 2005年（平成17年） | 3,216            |
| 2006年（平成18年） | 3,315            |
| 2007年（平成19年） | 3,383            |
| 2008年（平成20年） | 3,466            |
| 2009年（平成21年） | 3,526            |
| 2010年（平成22年） | 3,625            |
| 2011年（平成23年） | 3,852            |
| 2012年（平成24年） | 3,951            |
| 2013年（平成25年） | 4,019            |
| 2014年（平成26年） | 3,926            |
| 2015年（平成27年） | 4,044            |
| 2016年（平成28年） | 4,052            |
| 2017年（平成29年） | 4,086            |
| 2018年（平成30年） | 3,976            |
| 2019年（令和元年） | 3,867            |
| 2020年（令和02年） | 3,059            |
| 2021年（令和03年） | 3,176            |
| 2022年（令和04年） | 3,431            |
| 2023年（令和05年） | 3,508            |

## 駅周辺

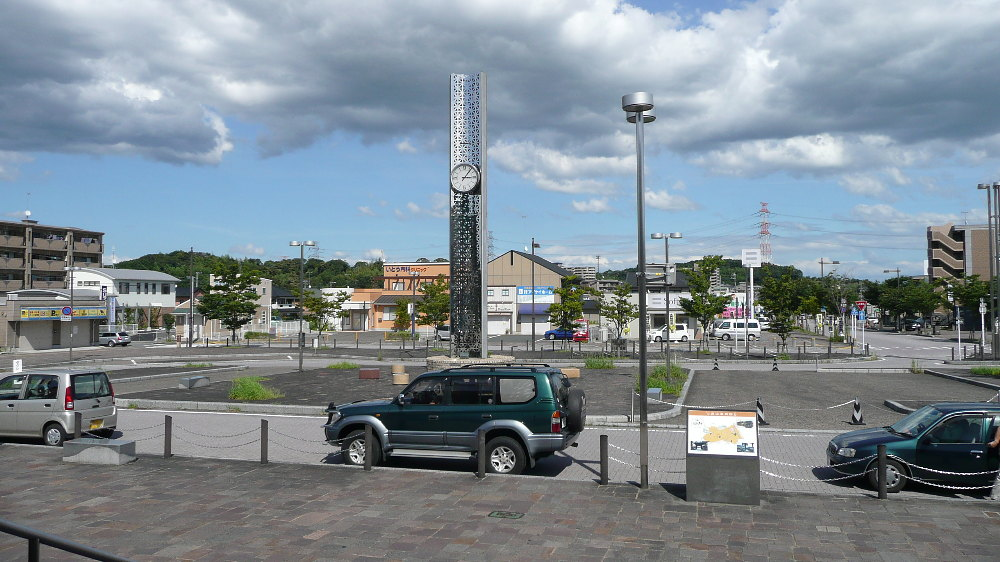
駅前ロータリー

位置的には筑紫野市の南端部に当たる。駅舎前にロータリーが設けられている。以前は駅前は商店も少なく閑散としていたが、近年は筑紫野市南端部で開発が進められている新興住宅地拡大により、駅前も住宅地として開発が進んでいる。また駅自体も住宅地の拠点駅としての役割が強まり、快速列車停車、駅前ロータリーへの路線バス乗入開始等利用促進策が実施されている。

### 交通
- 鉄道 - 西鉄天神大牟田線筑紫駅 - 北東約2 km。
- バス - 西鉄バス二日市の17系統（ニュータウン第一・原田郵便局前・光が丘・筑紫駅西口方面）が発着する。
- タクシー - つくしの交通のタクシーが常駐する。
- 道路 - 鳥栖筑紫野道路 原田インターチェンジに近い。

### 商業
- マルキョウ 原田店
- 筑紫野ベレッサ
  - ルミエール 筑紫野店
  - セリア 筑紫野ベレッサ店
- シュロアモール筑紫野
  - ロピア 筑紫野シュロアモール店
  - ダイソー シュロアモール筑紫野店
- 筑紫野温泉アマンディ

### 公共
- 筑紫野市営JR原田駅自転車駐車場
- 筑紫野警察署原田交番
- 原田公民館
- 原田郵便局
- JA筑紫原田支店
- 福岡銀行筑紫支店

### 史跡・宗教
- 五郎山古墳[21]
  - 五郎山古墳公園
  - 五郎山古墳館
- 筑紫神社 - 「筑紫」の名前の起源とされている。
- 善隣教本庁
- 前畑遺跡

### 教育
- 福岡常葉高等学校
- 筑紫野市立筑紫野南中学校
- 筑紫野市立原田小学校

### 新興住宅地
いずれも小郡・筑紫野ニュータウン
- 美しが丘（筑紫野市）
- 光が丘（筑紫野市）
- 希みが丘（小郡市）

## 隣の駅
九州旅客鉄道（JR九州）
 鹿児島本線
■快速・■区間快速
二日市駅 (JB08) -  原田駅 (JB10) - 基山駅 (JB12)
■区間快速（一部の列車）・■普通
天拝山駅 (JB09) - 原田駅 (JB10) - けやき台駅 (JB11)
 原田線（筑豊本線）
筑前山家駅 (JG04) - 原田駅 (JG05)